# Ben Janbroers

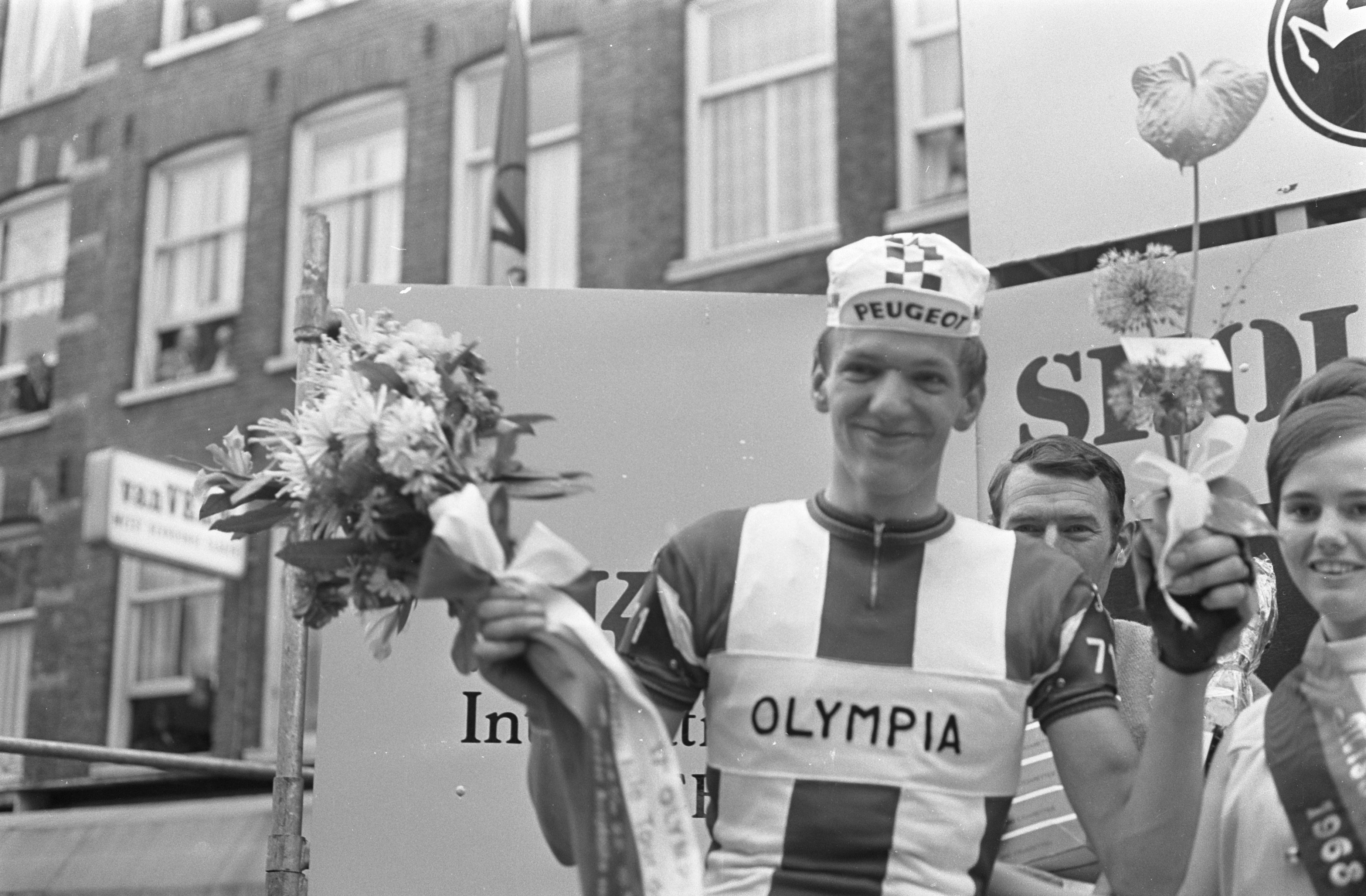
Ben Janbroers (1968)

Ben Janbroers (* 9. November 1948 in Amsterdam) ist ein ehemaliger niederländischer Radrennfahrer und nationaler Meister im Radsport.

## Sportliche Laufbahn
Als Amateur gewann er 1968 eine Etappe der Olympia’s Tour. 1969 wurde er nationaler Meister im Straßenrennen vor Wim Bravenboer und siegte auch in der Ronde van Drenthe sowie in der Ronde van Gelderland. Er startete häufig in Großbritannien und konnte dort einige Rennen gewinnen.
1971 bis 1978 war er Berufsfahrer, er hatte seinen ersten Vertrag im Radsportteam Peugeot. 1971 wurde er bei den Meisterschaften der Profis im Bahnradsport Sieger in der Einerverfolgung vor Pieter Hoekstra. 1972 wurde er Vize-Meister im Sprint hinter Leijn Loevesijn. 1973 wurde er Zweiter der nationalen Meisterschaft im Straßenrennen. 1973 startete er in der Tour de France, er wurde auf der 8. Etappe disqualifiziert. Er gewann einige Kriterien, größere Erfolge blieben jedoch aus.